# Тау Стрельца
Тау Стрельца (τ Стрельца, τ Sagittarii, τ Sgr) — звезда в зодиакальном созвездии Стрельца.

## Описание
Имея видимый блеск +3.3m звезда является ярчайшим членом созвездия. Вычислено, что Тау Стрельца лежит на расстоянии 122 световых лет (37 парсек) и это вычисление основано на измерениях параллакса.
Спектральный класс Тау Стрельца — K1, то есть это гигантская звезда с массой приблизительно 1,25 M☉. Звёздная оболочка немного холоднее, чем солнечная, её эффективная температура равна 4 459 K, что придаёт звезде светло-оранжевый цвет. Интерферометрически измеренный угловой размер этой звезды, после учёта к потемнения яркости к краю диска, составляет 3,93±0,04 mas, что на данном расстоянии даёт физический радиус больше 16 радиусов Солнца.
τ Стрельца скорее всего двойная звезда, хотя звезда-компаньон ещё не была подтверждена. Меньшая металличность (её значение на 54 % ниже, чем у Солнца), и высокая пекулярная скорость (64 км/с, в четыре раза больше, чем локальная средняя по отношению к Солнцу), предполагают, что звезда родилась в другой части Галактики.
τ Стрельца является красным гигантом, с массой не сильно отличной от солнечной, и это говорит о том, что водород в её ядре уже практически закончен и звезда находится в красном сгущении на диаграмме Герцшпрунга — Рассела и сейчас сжигает гелий, так что скоро звезда сбросит оболочку и станет белым карликом.

## Сигнал «Wow!»
τ Стрельца является ближайшей видимой звездой в той области ночного неба где был зарегистрирован Сигнал «Wow!» в 1977 году.

## Название и этимология

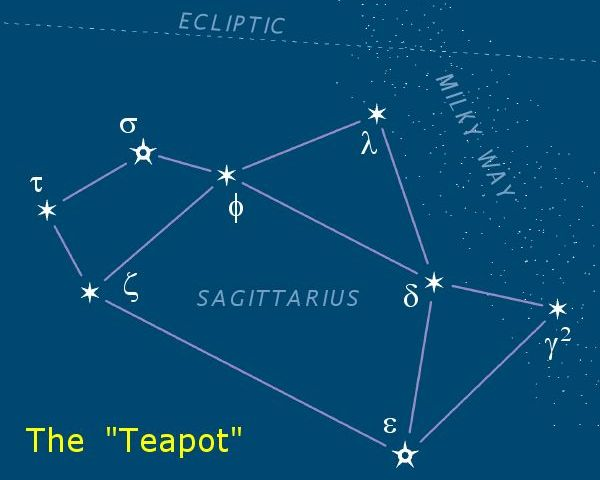
Астеризм Чайник (Teapot) в Стрельце

τ Стрельца, вместе с Гамма Стрельца, δ Стрельца (Каус Медиа), ε Стрельца (Каус Аустралис), Дзета Стрельца, λ Стрельца (Каус Бореалис), Сигма Стрельца (Нунки) и Фи Стрельца, составляют астеризм Чайник

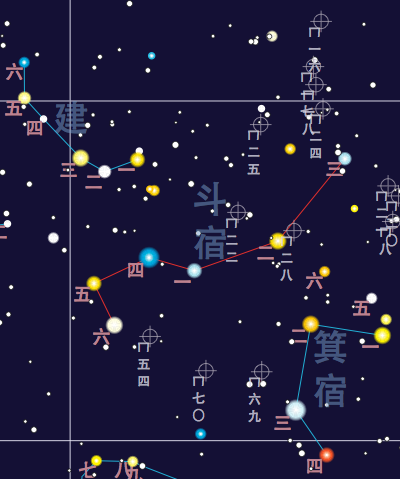
Китайское созвездие Ковш (китайское созвездие). Место звезды в созвездии обведено кружком.

В китайской астрономической традиции τ Стрельца входит в древнее китайское созвездие 斗 (Dǒu), что означает Ковш. τ Стрельца совместно с φ Стрельца, λ Стрельца (Каус Бореалис), μ Стрельца, Сигма Стрельца (Нунки) и ζ Стрельца составляют это созвездие, в котором τ Стрельца обозначается как 斗宿五 (Dǒu Sù wu), то есть Пятая звезда Ковша.